# Pokřovník stromový
Pokřovník stromový (Xenicus longipes) vyhynul v roce 1972. Byl endemickým druhem tří hlavních ostrovů Nového Zélandu, ssp. variabilis (Stewartův ostrov) byla naposledy zaznamenána v roce 1965, ssp. stokesi (Severní ostrov) v roce 1949 a ssp. longipes (Jižní ostrov) v roce 1972. Na pevnině šlo o druh hustých horských lesů, na příbřežních ostrovech obýval pobřežní lesy a křoviny. Příčinou vyhynutí byli zřejmě introdukovaní predátoři, protože tento druh hnízdí na zemi, což jej činilo zranitelným.